# Podróż za jeden uśmiech (serial telewizyjny)
Podróż za jeden uśmiech – polski czarno-biały serial telewizyjny dla dzieci i młodzieży z 1971 roku, według powieści pod tym samym tytułem autorstwa Adama Bahdaja. W 1972 na bazie serialu powstał kinowy film pełnometrażowy. 
Serial jest popisem duetu aktorskiego Filip Łobodziński i Henryk Gołębiewski, obaj byli obsadzani w serialach młodzieżowych na początku lat 70. XX w.
W porównaniu z książką, napisaną w 1964, pewne elementy zostały uwspółcześnione, np. piosenka Ludmiły Jakubczak Gdy mi ciebie zabraknie została zastąpiona hitem Marka Grechuty z jego pierwszej płyty pt. Niepewność do tekstu Adama Mickiewicza.

## Fabuła
Dwóch chłopców wybiera się pociągiem nad Morze Bałtyckie. W wyniku zamieszania gubią gdzieś przeznaczone na podróż pieniądze. To ich jednak nie załamuje i rozpoczynają podróż z Krakowa (z Warszawy w książce) nad morze – podróż wszystkimi możliwymi środkami transportu – podróż za jeden uśmiech. Poldek i Duduś, główni bohaterowie podróżują autostopem, poznają przy tym nowych, ciekawych ludzi i przeżywają niesamowite przygody. Rozpieszczony przez rodziców Duduś przeżywa wewnętrzną przemianę, podróżując przez Polskę z cygańskim taborem. Ich nietuzinkowa determinacja dojazdu do matek na Hel (Międzywodzie na wyspie Wolin w książce) bez pieniędzy zostaje nagrodzona. Chłopcy docierają na miejsce cali i zdrowi (choć każdy w inny sposób).

## Odcinki
1. Pechowy dzień (26:41)
2. Hotel pod gwiazdami (28:19)
3. Babciu! Ratunku! (27:31)
4. Grzybobranie (29:03)
5. Królowa autostopu (29:28)
6. Polowanie na kapelusz (29:55; ten odcinek nie jest oparty na książce, i nie został wykorzystany do filmu; akcja opiera się na motywach powieści Bahdaja Kapelusz za sto tysięcy)
7. Pożegnanie z Dudusiem (32:26)

## Obsada
- Henryk Gołębiewski – Leopold Wanatowicz „Poldek”
- Filip Łobodziński – Janusz Fąferski „Duduś”
- Alina Janowska – „ciocia Ula”, królowa autostopu, koleżanka ojca Poldka z pracy (odc. 4, 5, 7)
- Jolanta Zykun – ciocia Ania (odc. 1)
- Tomasz Kasprzykowski – koszykarz Franek Szajba, chłopak cioci Ani (odc.1).
- Leszek Herdegen – kierowca Słyk (odc. 1; pierwszy podjazd, spod dworca kolejowego „na Grodzką”)
- Zygmunt Kęstowicz – kierowca ciężarówki (odc. 1; drugi podjazd)
- Jan Machulski – Stanisław Wanatowicz, ojciec Poldka (odc. 1)
- Marzena Trybała – autostopowiczka (odc. 1, 2)
- Jerzy Braszka – autostopowicz
- Jolanta Bohdal – opiekunka grupy kolonijnej w Kazimierzu (odc. 2)
- Jadwiga Chojnacka – gospodyni wiejska (odc. 2; trzeci podjazd, na rynek w Kazimierzu)
- Joanna Duchnowska – Marta, „sentymentalna” uczestniczka kolonii (odc. 2)
- Jerzy Cnota – autostopowicz (odc. 2)
- Marian Cebulski – kierownik kolonii w Kazimierzu (odc. 2)
- Krystyna Borowicz – kelnerka w zajeździe (odc. 3)
- Janusz Kłosiński – milicjant-sierżant (odc. 3,4)
- Witold Skaruch – kierowca fiata jadący do Gdyni (odc. 3)
- Bogusław Sochnacki – kierowca wozu meblowego (odc. 3)
- Jarosław Skulski – kierowca żuka (odc. 3)
- Mieczysław Voit – Czech, kierowca mercedesa (odc. 3)
- Edward Dymek – Jacek Piróg „Papuas”, sepleniący łobuziak (odc. 3)
- Bogdan Izdebski – Stefan Pająk, kolega Jacka Piróga, łobuziak (odc. 3)
- Hanna Skarżanka – gospodyni
- Lidia Korsakówna – pani z campingu (odc. 5)
- Henryk Bąk – mąż pani z campingu (odc. 5)
- Kazimierz Brusikiewicz – wczasowicz na campingu (odc. 5)
- Stanisław Igar – lekarz
- Andrzej Szajewski – „Don Juan”, kierowca ciężarówki jadący do Wejherowa (odc. 5)
- Jerzy Turek – kierowca chłodni, wielbiciel Szekspira (odc. 5,6)
- Irena Karel – kelnerka w kawiarni „Kolorowa” na sopockim molo
- Aleksandra Zawieruszanka – Monika
- Aleksander Dzwonkowski – właściciel kapelusza (odc. 6)
- Tadeusz Pluciński – pilot, narzeczony Moniki (odc. 6)
- Teofila Koronkiewicz – pani z pociągu (odc. 7)
- Halina Kossobudzka – uczestniczka wczasów w siodle (odc. 7)
- Zofia Niwińska – uczestniczka wczasów w siodle (odc. 7)
- Edmund Fetting – profesor Omielski, słynny biochemik z Warszawy, uciekający od cywilizacji (odc. 7)
- Ryszard Pietruski – kierownik ośrodka „Kmita” (odc. 7)
- Bolesław Płotnicki – pan doktor, uczestnik wczasów w siodle zamknięty z Poldkiem na strychu (odc. 7)
- Teresa Szmigielówna – matka Poldka (odc. 7)
- Teresa Iżewska – Benia Fąferska, matka Dudusia (odc. 7)
- Leszek Kowalski – milicjant na plaży (odc. 7)
- Wojciech Ziętarski – mężczyzna w kolejce do kasy na krakowskim dworcu
- Leon Załuga – scenarzysta filmu kryminalnego